# 데일리시티

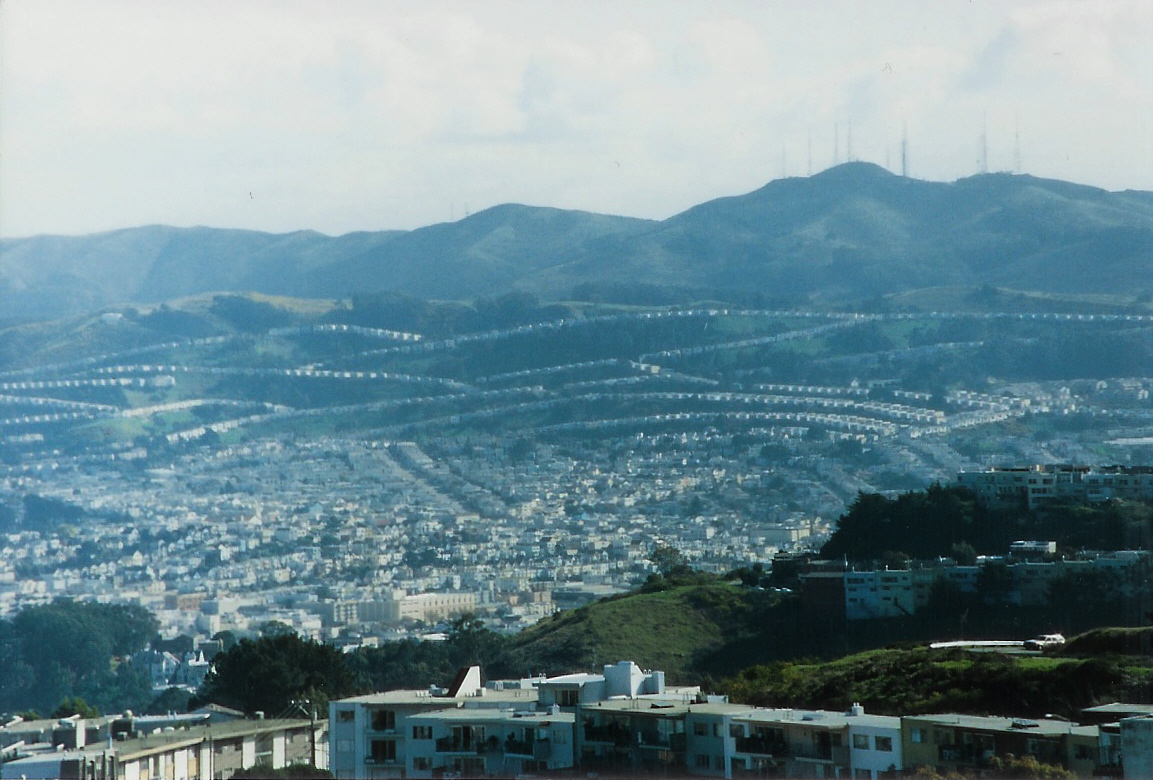
데일리시티

데일리시티(Daly City)는 미국 캘리포니아주의 도시이다. 2019년 기준 인구는 106,280명이다. 샌프란시스코 대도시권에 속해 있으며 도시의 이름은 지역의 저명한 사업가 존 도날드 데일리의 이름을 따와 지어졌다.

## 인구
| 인구조사              | 인구    | Note  | %±     |
| --------------------- | ------- | ----- | ------ |
| 1920년                | 3,779   |       | —      |
| 1930년                | 7,838   |       | 107.4% |
| 1940년                | 9,625   |       | 22.8%  |
| 1950년                | 15,191  |       | 57.8%  |
| 1960년                | 44,791  |       | 194.9% |
| 1970년                | 66,922  |       | 49.4%  |
| 1980년                | 78,519  |       | 17.3%  |
| 1990년                | 92,311  |       | 17.6%  |
| 2000년                | 103,621 |       | 12.3%  |
| 2010년                | 101,123 |       | −2.4%  |
| 2019 (추산)           | 106,280 | [ 3 ] | 5.1%   |
| U.S. Decennial Census |         |       |        |